# Edgar Wallace
Richard Horatio Edgar Wallace, född 1 april 1875 i Greenwich i London, död 10 februari 1932 i Beverly Hills i Kalifornien, var en brittisk författare av kriminalromaner.
Han hade diversejobb och tjänstgjorde en tid i Sydafrika. Han kom att skriva 175 detektivromaner och 15 skådespel, som till exempel Hämnaren från Dartmoor, Mysteriet Milton och U-båtsjägaren.
Strax innan han avled var han medhjälplig till manuskriptet för filmen King Kong (1933). Dessutom har många av hans kriminalromaner filmatiserats.